# Muzaffarabad
Muzaffarabad — مُظفٌر آباد en pahari — és una ciutat sota administració del Pakistan, a la part de Caixmir sota control del Pakistan anomenada Azad Kashmir (Caixmir Lliure) de la que és la capital. És capital també del districte de Muzaffarabad i és la riba del riu Jhelum prop de la seva confluència amb el Neelum, a km de Rāwalpindi i d'Islamabad. La llengua habitual és una variant del hindko.

## Història
El seu nom original fou Udabhanda. Xuan Zang, el pelegrí budista xinès, va visitar Caixmir el 633 i esmenta Pan-nu-tso (moderna Punch), Ho-lo-she-pu-to (moderna Rajauri) i va entrar a l'Índia des de Udabhanda i Urasa (modernes Muzaffarabad i Uskara) pel pas de Baramula. Udabhanda fou la capital de la dinastia Shahi o Shahiya (devanagiri शाही) que van governar la vall de Kabul i les províncies de Gandhara (nord del Pakistan) i Caixmir després dels kushanes, entre finals del segle iii i començament del segle ix. El seu regne fou conegut amb el nom dinàstic de kabulshahs (Kabul-Shahan) o també regne Kushanoheftalita, entre vers el 565 i el 670 quan van tenir capital a Kapisa i Kabul i després a Udabhandapura amb Hund com a nom alternatiu d'aquesta darrera capital; Shahi era el títol dels sobirans, probablement relacionat amb la forma kushana de sobirà: shao, i la forma persa shah (xa), i està referida a una sèrie de 60 reis de possible descendència kushana o turca (turshkes). Van tenir dues èpoques, la primera els shahis budistes kusano-turcs i la segona els hindushàhides; el canvi s'hauria produït vers el 870.
El nom Muzaffarabad (que vol dir Ciutat de Muzaffar) deriva del sultà Muzaffar Khan (un popular sobirà musulmà). Després de la guerra de 1948-1949, Muzaffarabad fou declarada capital d'Azad Azad Jammu & Kashmir. El 8 d'octubre de 2005 fou afectada per un terratrèmol de magnitud 7,6 en l'escala de Richter, que va destruir la meitat dels edificis de la ciutat, incloent diversos edificis oficials, i hauria matat a unes noranta mil persones al Caixmir controlat per Pakistan; el govern va donar la xifra de 87.350 persones, però algunes estimacions elevaven la quantitat a més de cent mil.

## Llocs interessants
- Fort Roig de Muzaffarabad, acabat el 1646 pel fundador de la ciutat, Muzaffar Khan
- Fort Negre de Muzaffarabad
- Assemblea d'Azad Jammu & Kashmir
- Cort Supremma d'Azad Jammu and Kashmir
- Secretaria de l'Assemblea de la Mesquita
- Tomba de Kh. Khurshid
- Pont Chehla
- Llac Subri (Langarpura)

## Valls a l'entorn
- Pirchinassi
- Patikha
- Neelum
- Leepa
- Jhelum
- Chickar
- Garhi Dopatta
- Nakkah
- Bugna Kairabad